# 1956 ve fotografii

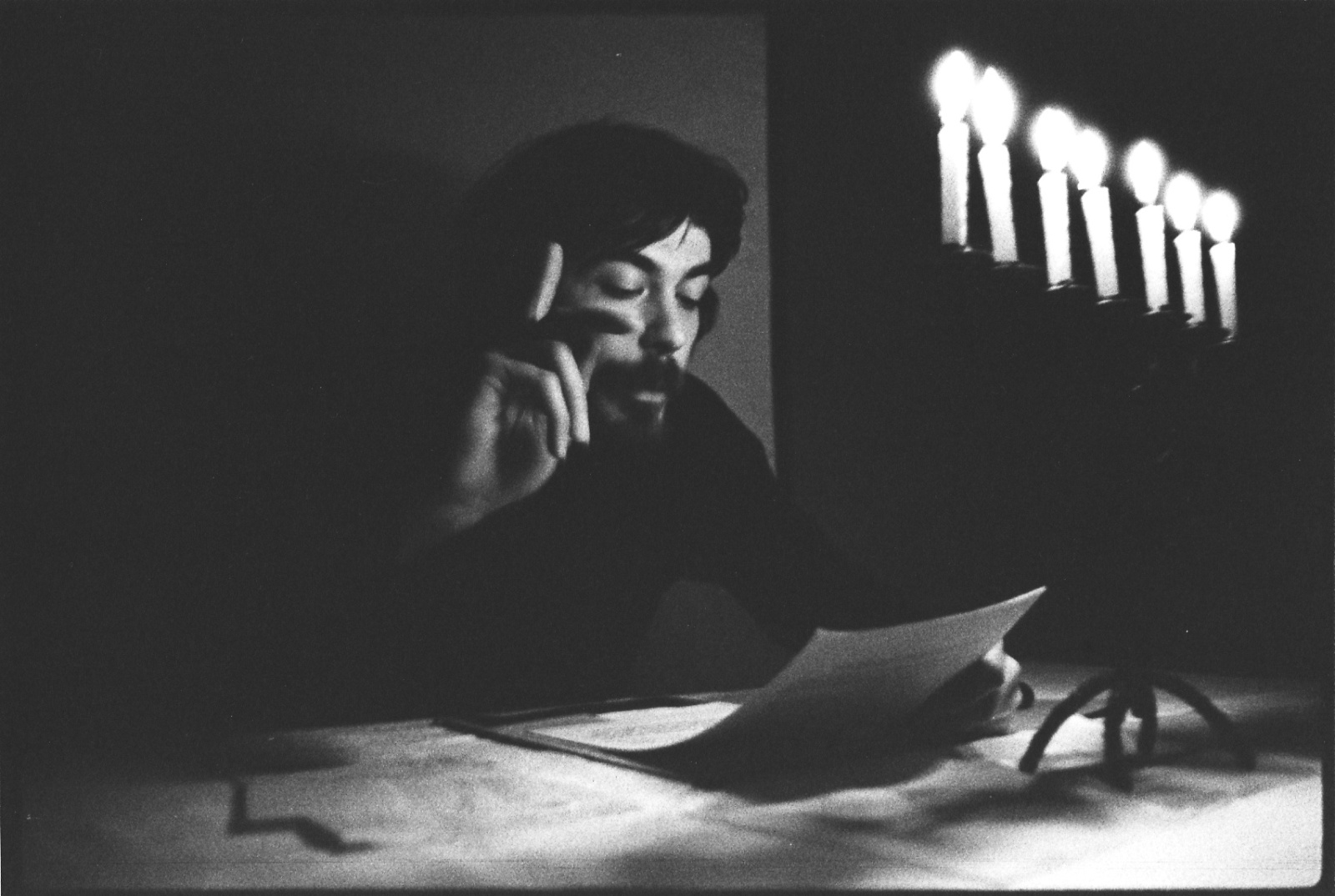
Dne 22. března se narodil Tomáš Mazal, český fotograf, básník a esejista

Tento článek popisuje významné události roku 1956 ve fotografii.

## Ocenění
- Pulitzer Prize for Photography – Fotografové New York Daily News za kvalitní fotografické zpravodajství v roce 1955, obzvláště snímky Bomber Crashes in Street.
- Prix Niépce – Robert Doisneau
- Prix Nadar – Fulvio Roiter, Ombrie, vyd. Clairefontaine
- Zlatá medaile Roberta Capy – John Sadovy, Life
- World Press Photo – Helmuth Pirath

## Narození v roce 1956
- 13. února – Anton Sládek, slovenský fotograf
- 15. února – Lars Tunbjörk, švédský fotograf († 11. dubna 2015)
- 7. března – Carol Guzy, americká novinářská fotografka
- 22. března – Tomáš Mazal, český fotograf, básník a esejista
- 19. dubna – Volen Siderov, bulharský fotograf a nacionalistický politik
- 23. dubna – Sara Gadalla Gubara, súdánská závodní plavkyně, filmová režisérka a fotografka
- 27. dubna – Gary Mark Smith, americký pouliční fotograf
- 9. května – Anne Helene Gjelstad, norská fotografka a módní designerka
- 28. června – Jiří Plieštik, sochař, grafický designér, fotograf a básník
- 18. července – Irena Armutidisová, česká fotografka a vysokoškolská pedagožka, členka tvůrčí skupiny Milan
- 26. července – Andy Goldsworthy, britský sochař, fotograf
- 22. srpna – Josef Moucha, fotograf, teoretik fotografie, novinář, spisovatel
- 28. srpna – Jiří David, malíř, fotograf a umělec
- 17. září – Petr Berounský, český fotograf († 6. června 2023)
- 19. října – Santu Mofokeng, jihoafrický fotograf († 26. ledna 2020)
- 19. prosince – Jens Fink-Jensen, dánský spisovatel, lyrik, fotograf a skladatel
- ? – Priscilla Rattazziová, italská módní a portrétní fotografka působící v New Yorku v průběhu 80. let
- ? – Diana Thorneycroftová, kanadská umělkyně a fotografka
- ? – Magdalena Juříková původem ze Slovenska, česká historička umění, kurátorka, fotografka, která působí též jako publicistka, kritička a ředitelka Galerie hlavního města Prahy
- ? – Paul Weinberg, jihoafrický novinářský fotograf
- ? – Sherif Sonbol, egyptský fotograf specializující se na architekturu, scénické výtvarné umění a fotožurnalistiku (6. prosince 1956 – 24. prosince 2023)[1]
- ? – Paul Yule, jihoafrický fotoreportér a filmař aktivní ve Velké Británii
- ? – Melissa Springerová, americká fotoreportérka a umělkyně, dokument: děti s AIDS, ženy ve vězení a bezdomovci
- ? – Dominiq Fournal, belgický umělec, malíř a fotograf (27. ledna 1956 – 13. října 2024)

## Úmrtí v roce 1956
- 13. ledna – Myra Albert Wigginsová, americká malířka a fotografka (* 15. prosince 1869)
- 29. března – Helen Messinger Murdochová, americká fotografka, propagovala autochromy v cestovní fotografii (* 22. září 1862)
- 19. srpna – Helmar Lerski, kameraman a fotograf (* 18. ledna 1871)
- 3. září – Milton Brooks, americký fotograf, držitel Pulitzerovy ceny (* 29. srpna 1901)
- 16. září – Paul Lewis Anderson, americký fotograf, autor a romanopisec, učil na fotografické škole Clarence Hudsona Whitea (* 8. října 1880)
- 18. září – Božidar Karastojanov, bulharský fotograf a umělec (* 13. října 1903)
- 10. listopadu – David Seymour, americký fotograf (* 20. listopadu 1911)
- 3. prosince – Alexandr Rodčenko, sovětský fotograf a výtvarník (* 5. prosince 1891)
- ? – Mattie Edwards Hewittová, americká fotografka architektury, krajiny a designu (* říjen 1869)
- ? – Emily Pitchfordová, americká piktorialistická fotografka (* 1878)